# Otto Moltke (1868-1922)
 Der er flere personer med dette navn, se Otto Moltke.
Otto August Heinrich Moltke (3. juni 1868 i København – 22. juli 1922) var en dansk officer, far til Otto Moltke.
Han var søn af generalmajor Otto Moltke (1827-1897), blev officer i Gardehusarregimentet og siden chef for Hærens Officersskole, generalmajor og kammerjunker. Han var Kommandør af 2. grad af Dannebrogordenen og Dannebrogsmand.
24. august 1895 ægtede han i Glostrup Elisabeth Marie Hansen (31. maj 1876 i København – 1941).